# Kazimierz Otap

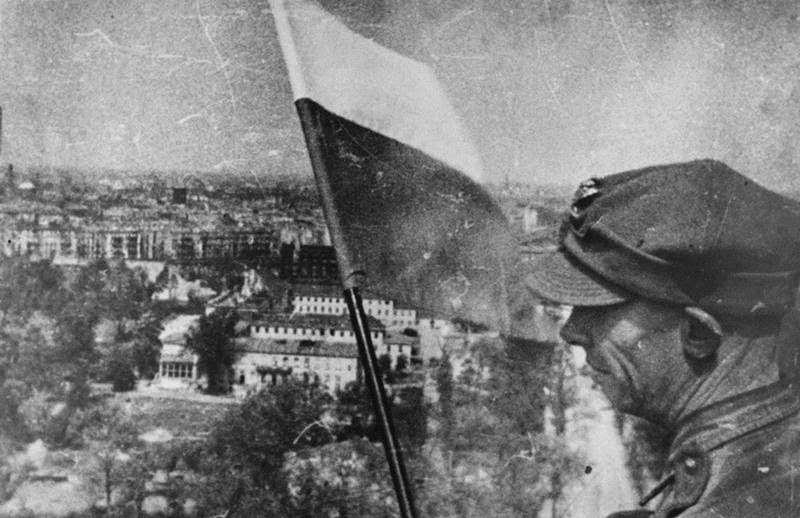
Polska flaga zawieszona w Berlinie, na Kolumnie Zwycięstwa, dnia 2 maja 1945 r.

Kazimierz Otap (ur. 29 sierpnia 1920 w Czajach, zm. 26 lutego 2006 w Płocku) – polski żołnierz, kolejarz PKP i pracownik rafinerii; jeden z artylerzystów, którzy zatknęli polską flagę na berlińskiej Kolumnie Zwycięstwa w 1945.

## II wojna światowa
Urodził się na Podlasiu, w 1940 wraz z rodziną deportowany przez władze radzieckie na Sybir, do Kraju Ałtajskiego. W 1943 dostał wezwanie do stawienia się do Sielc nad Oką, gdzie formowana była 1 Dywizja Piechoty im. Tadeusza Kościuszki i przeszedł cały szlak bojowy jednostki od Lenino do Berlina, służąc w szeregach dywizyjnego 1 Pułku Artylerii Lekkiej.
2 maja 1945, podczas szturmu stolicy III Rzeszy, z inicjatywy oficera politycznego 7 baterii, ppor. Mikołaja Troickiego grupa polskich żołnierzy wywiesiła biało-czerwoną flagę na Siegessäule, w Großer Tiergarten. W grupie tej prócz Troickiego znalazł się plut. Kazimierz Otap oraz kpr. Antoni Jabłoński, kan. Aleksander Karpowicz i kan. Eugeniusz Mierzejewski (na pamiątkę tego wydarzenia 2 maja jest Dniem Flagi RP).
Po demobilizacji Kazimierz Otap wrócił do rodzinnego regionu, na Podlasie, a w 1950 roku przeprowadził się z żoną i dwójką dzieci na Ziemie Odzyskane, gdzie pracował jako dyżurny ruchu, a później dyspozytor ruchu kolejowego Polskich Kolei Państwowych. W roku 1965 przeniósł się z rodziną do Płocka, ponieważ Mazowieckie Zakłady Rafineryjne i Petrochemiczne zaoferowały mu mieszkanie. Pracował tam jako fachowiec wewnętrznego ruchu kolejowego, a w 1970 przeszedł na rentę inwalidzką po dwóch operacjach usunięcia nowotworu.
Zmarł w karetce, w drodze do szpitala, w niedzielę 26 lutego 2006.

## Upamiętnienie
W Światowy Dzień Sybiraka, w 2012 roku, odbyło się uroczyste nadanie jego imienia jednej z płockich ulic.

## Awanse
- plutonowy – w trakcie II wojny światowej[6]
- porucznik – lata 60 XX w.[5]

## Oznaczenia
- Order Krzyża Grunwaldu III klasy – 10 października 1970
- Krzyż Walecznych[5]
- Krzyż Bitwy pod Lenino
- Medal za Warszawę 1939–1945
- Medal za Odrę, Nysę, Bałtyk
- Medal Zwycięstwa i Wolności 1945
- Medal „Za udział w walkach o Berlin”

i inne.